# Hilda Kuper
Hilda Beemer Kuper (nascida Beemer; 23 de agosto de 1911 – 23 de abril de 1992) foi uma antropóloga que realizou um extenso trabalho sobre a cultura suazi.

## Vida
Nascida de pais judeus lituanos e judeus austríacos em Bulawayo, Rodésia do Sul, Kuper mudou-se para a África do Sul após a morte de seu pai. Ela estudou na Universidade de Witwatersrand e, posteriormente, na London School of Economics com Malinowski.
Kuper casou-se com Leo Kuper em 1936. Eles tiveram duas filhas, Mary e Jenny. Seu sobrinho, Adam Kuper, também é antropólogo.
Em 1961, os Kupers se mudaram para Los Angeles, para escapar do assédio dos liberais que prevalecia cada vez mais na África do Sul do apartheid, e para permitir que Leo aceitasse uma cátedra de sociologia na UCLA. Em 1963, Kuper publicou The Swazi: a South African Kingdom e foi nomeada professora de antropologia na UCLA. Em 1969 ganhou uma bolsa Guggenheim.

## Realizações
Em 1934, Kuper ganhou uma bolsa do International African Institute para estudar na Suazilândia. Em julho daquele ano, durante uma conferência de educação em Joanesburgo, ela conheceu Sobhuza II, chefe supremo e mais tarde rei da Suazilândia. Com a ajuda de Sobhuza e Malinowski, Kuper mudou-se para a aldeia real de Lobamba e foi apresentado à mãe de Sobhuza, a rainha-mãe Lomawa. Aqui Kuper aprendeu siSwati e continuou seu trabalho de campo. Esta fase das pesquisas de Kuper sobre a cultura Swazi culminou na dissertação de duas partes, An African Aristocracy: Rank between Swazi (1947) e The Uniform of Colour: a Study of White-Black Relationships in Swaziland (1947).
No início dos anos 1950, Kuper mudou-se para Durban. Nessa década, concentrou seus estudos na comunidade indígena da região de Natal, sintetizada em Indian People in Natal (1960). Em 1953, Kuper recebeu uma cátedra sênior na Universidade de Natal em Durban. Além de seu trabalho acadêmico, junto com seu marido, Leo Kuper, ajudou a fundar o Partido Liberal em Natal
Em 1978, Kuper publicou uma extensa biografia oficial de Sobhuza II, Rei Sobhuza II, Ngwenyama e Rei da Suazilândia.

## Prêmios
| Prêmio              | Entidade adjudicante                    | Ano  |
| ------------------- | --------------------------------------- | ---- |
| Medalha do Rio      | Instituto Real de Antropologia          | 1961 |
| Bolsa Guggenheim    | Fundação Memorial John Simon Guggenheim | 1969 |
| Doutorado honorário | Universidade da Suazilândia             | 1990 |

## Escritos
- An African aristocracy: rank among the Swazi. [S.l.]: Oxford University Press. 1947[5]
- The uniform of colour, a study of white-black relationships in Swaziland. [S.l.: s.n.] 1947[6]
- African systems of kinship and marriage. [S.l.: s.n.] 1950[7]
- The Shona and Ndebele of Southern Rhodesia. [S.l.: s.n.] 1954[8]
- An Ethnographic Description of a Tamil-Hindu Marriage in Durban. [S.l.: s.n.] 1956[9]
- An ethnographic description of Kavady, a Hindu ceremony in South Africa. [S.l.: s.n.] 1959[10]
- Indian people in Natal. [S.l.: s.n.] 1960[11]
- The Swazi: a South African kingdom. [S.l.: s.n.] 1963[12]
- African law: adaptation and development. [S.l.: s.n.] 1965[13]
- Bite of hunger: a novel of Africa. [S.l.: s.n.] 1965[14]
- Urbanization and migration in West Africa. [S.l.: s.n.] 1965[15]
- A witch in my heart: a play set in Swaziland in the 1930s. [S.l.: s.n.] 1970[16]
- Sobhuza II, Ngwenyama and King of Swaziland: the story of an hereditary ruler and his country. [S.l.: s.n.] 1970[17]

em português
- Um ritual de realeza entre os suazi. In: Cavalcanti, Maria Laura. (org). Ritual e Performance: 4 estudos clássicos. Rio de Janeiro: 7 Letras, 2015. ISBN 978-85-421-0267-3
- Uma aristocracia africana. In: Castro, Celso. (org). Além do cânone: para ampliar e diversificar as ciências sociais. Rio de Janeiro: FGV, 2022. ISBN 9786556521206